# Ipet-weret-em-chet-Nut
Ipet-weret-em-chet-Nut („Die große Ipet im Leib der Nut“) wurde als eine der zwölf Monats-Nilpferdgöttinnen verehrt. Im Sothis-Kalender repräsentierte sie die Göttin des zweiten Monats der Jahreszeit Schemu. Als Verkörperung von Hathor stand Ipet-weret-em-chet-Nut als „kleine Hathor“ in einem eigenen Schrein unter anderem im Karnak-Tempel, Dendera, Philae und Edfu.
Ikonografisch ist sie häufig mit dem Leib eines schwangeren Nilpferdes und Nilpferdkopf, Menschenhänden, Krokodilsrücken sowie Löwenpranken symbolisiert. In Menschengestalt trägt sie die altägyptische Doppel- und kleine Hathorkrone.
Während der griechisch-römischen Zeit trat Ipet-weret-em-chet-Nut als Göttin des dritten Peret-Monats auf. In der Reihe der 50 Mammisi-Gottheiten trug sie die Zusatzbezeichnung: „Eine Göttin der Götter, von den trefflichen und vornehmen Damen“.